# 半导体器件制造

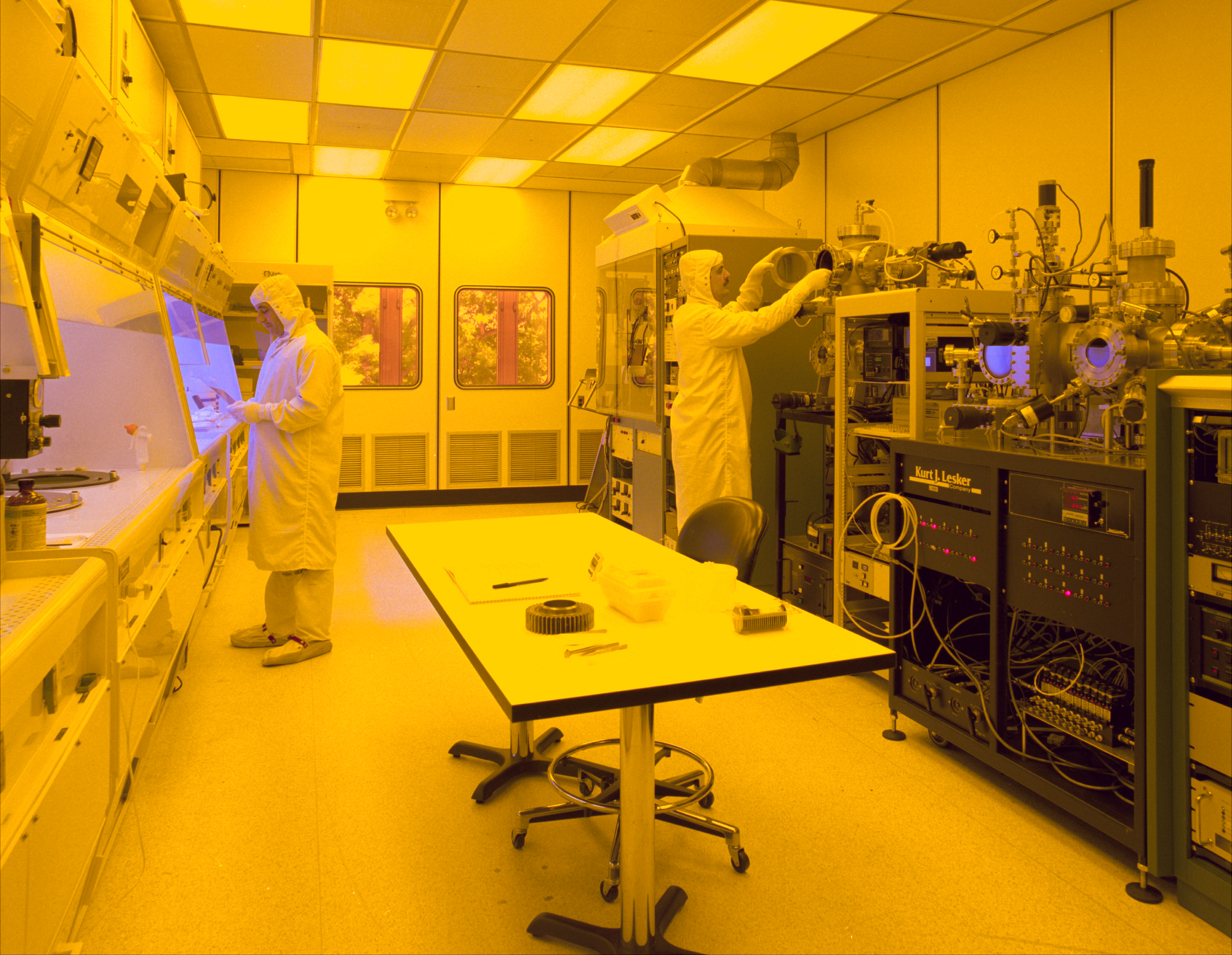
NASA的Glenn研发中心無塵室

半导体器件制造是用于制造半導體元件的过程，又稱半導體製程，通常指製造集成电路（IC），如计算机处理器、微控制器和存储芯片（如NAND闪存和DRAM）的過程。半導體製程涵蓋數百道加工步驟，包括微影、蝕刻、沉積、摻雜與平坦化等物理化学过程，分為「前段製程」及「後段製程」。在此过程中，电子电路逐渐在晶圆上创建，晶圆通常由纯单晶半导体材料制成，硅爲常見之原料，但各种化合物半导体亦被用于专业应用。
制造过程在高度专业化的半導體製造廠中执行，也称为晶圆厂或“fabs”， 其核心部分是“洁净室”。在更先进的半导体器件（如现代14/10/7纳米节点）中，制造过程可能需要长达15週的时间，行业平均为11-13週。在先进的制造设施中，生产完全是自动化的，自动化材料处理系统负责从机器到机器的晶圆传送。
单个芯片在称为芯片分离或晶圆切割的过程中从成品晶圆中分离出来。然后，芯片可以进行进一步的组装和封装。
在制造工厂内，晶圆在称为FOUPs（前開式晶圓傳送盒）的特殊密封塑料盒中传送。在许多晶圆厂中， FOUPs包含内部氮气氛， 有助于防止晶圆上的铜氧化。 铜在现代半导体中用于布线。处理设备和FOUPs的内部比洁净室周围的空气更干净。这种内部气氛被称为微环境，有助于提高晶圆上工作设备的数量。这个微环境位于一个EFEM（设备前端模块）内， 它允许一台机器接收FOUPs，并将来自FOUPs的晶圆引入机器。此外，许多机器还在清洁的氮气或真空环境中处理晶圆，以减少污染并提高过程控制。 制造工厂需要大量液氮来维持生产设备和FOUPs内的气氛，这些设备不断地用氮气净化。 FOUP和EFEM之间还可以有一层气帘，有助于减少进入FOUP的湿度量，并提高产量。
制造工艺中使用的机器制造公司包括ASML、Applied Materials和Lam Research。

## 晶圓製造
典型的晶片是用极度纯净的硅以柴可拉斯基法、泡生法等方式长成直径12英寸（300）的单晶圆柱锭（梨形人造宝石）。这些硅碇被切成晶圓大约0.75毫米厚并抛光為非常平整的表面。
一旦晶圓准备好之后，半導體製造廠便可製造由積體電路設計（IC設計）公司所設計出之晶片。很多製程步骤对于生产需要的半导体集成电路是必要的。总之，包含晶圓製造在內的整個半導體製程步骤可分成四组：
- 前端工艺
- 后端工艺
- 测试
- 封装

## 晶圓加工
在半導體製程中，不同的生产工序可归为如下四类：沉积、清除、制作布线图案、以及电学属性的调整。 

### 二氧化硅
透過熱氧化法，使晶圓上產生一層二氧化矽膜。

### 金属层
透過化學氣相沉積法（CVD）或物理氣相沉積法（PVD）在晶圓上形成金屬膜。

### 晶圓测试
晶圓处理高度有序化的本质增加了对不同处理步骤之间度量方法的需求。晶圓测试度量设备被用于检验晶圓仍然完好且没有被前面的处理步骤损坏。当一块晶圓测量失败次数超过一个预先设定的阈值时，晶圓将被废弃而非继续后续的处理工艺。

## 封装
塑料或陶瓷封裝牽涉到固定裸晶（die）、連接裸晶墊片至封裝上的針腳並密封整塊裸晶。微小的接合線（bondwires，請參考打線接合）用來連接裸晶電片到針腳上。在早期1970年代，接線是靠手工搭接，但現今已經仰賴特製的機器去完成同樣的工作。傳統上，這些接線由黃金組成，引導至一片鍍銅的含鉛導線架（lead frame）。由於鉛是有毒的，現今廠商大多為了遵守有害物質限用指令（RoHS）而不再使用含鉛材料。
晶片尺寸封裝（Chip Scale Package）是另一種封裝技術。大部分的封裝，如雙列直插封裝（dual in-line package），比實際隱藏在內部的裸晶大好幾倍，然而 CSP 晶片就可以幾乎等同於原本裸晶的大小，一片 CSP 可以在晶圓還沒切割之前就建構在每個裸晶上。

### 晶片測試
封裝過的晶片會再加以測試以確保它們在封裝過程中沒被損壞，以及裸晶至針腳上的連接作業有正確地被完成，接著就會使用雷射在封裝外殼上刻蝕出晶片名稱和編號。

## 製程步骤列表
- 晶片处理
  - 湿洗
  - 平版照相术
  - 光刻Litho
  - 离子移植IMP
  - 蚀刻（乾法刻蚀、湿法刻蚀、等离子蚀刻（英语：Plasma etching））
  - 热处理
    - 快速热退火Annel
    - 熔炉退火
    - 热氧化

  - 化学气相沉积 (CVD)
  - 物理气相沉积 (PVD)
  - 分子束外延 (MBE)
  - 电化学沉积 (ECD)，见电镀
  - 化学机械平坦化 (CMP)

- IC Assembly and Testing 封装測試
  - Wafer Testing 晶片测试
    - Visual Inspection外觀檢測
    - Wafer Probing電性測試

  - FrontEnd 封裝前段
    - Wafer BackGrinding 晶背研磨
    - Wafer Mount晶圓附膜
    - Wafer Sawing晶圓切割
    - Die attachment上片覆晶
    - Wire bonding焊線

  - BackEnd 封裝後段
    - Molding模壓
    - Post Mold Cure後固化
    - De-Junk 去節
    - Plating 電鍍
    - Marking 打印
    - Trimform 成形
    - Lead Scan 檢腳

  - Final Test 終測
    - Electrical Test電性測試
    - Visual Inspection光學測試
    - Baking 烘烤

## 有害材料标志
许多有毒材料在制造过程中被使用。这些包括：
- 有毒元素掺杂物比如砷、硼、锑和磷
- 有毒化合物比如砷化三氢、磷化氢和硅烷
- 易反应液体、例如过氧化氢、发烟硝酸、硫酸以及氢氟酸

工人直接暴露在这些有毒物质下是致命的。通常IC制造业高度自动化能帮助降低暴露于这一类物品的风险。

## 历史
当线宽远高于10微米时，纯净度还不像今天的器件生产中那样至关紧要。但随着器件变得越来越集成，無塵室也变得越来越干净。今天，工廠內是加壓过滤空气，来去除哪怕那些可能留在晶片上并形成缺陷的最小的粒子。半导体制造產線裡的工人被要求穿著無塵衣来保护器件不被人类污染。
在利润增长的推动下，在1960年代半导体器件生产遍及德克萨斯州和加州乃至全世界，比如爱尔兰、以色列、日本、台灣、韩国和新加坡，現今已成為全球產业。
半导体生产商的领袖大都在全世界拥有產線。英特尔，世界最大的生产商之一，以及在美其他顶级生产商包括台积电（台湾）、三星（韩国）、德州仪器（美国）、超微半导体（美国）、聯电（台灣）、东芝（日本）、NEC电子（日本）、意法半导体（欧洲）、英飞凌（欧洲）、瑞萨（日本）、索尼（日本），以及恩智浦半导体 （欧洲）在欧洲和亚洲都有自己的设备。
在2006年，在美国有大约5000家半导体和电子零件生产商，营业额达1650亿美元。